# وحدات يمكن استخدامها مع النظام الدولي للوحدات
وحدات يمكن استخدامها مع النظام الدولي للوحدات تعتبر وحدات لم يتم تعريفها كجزء من النظام الدولي للوحدات (نظام الوحدات الدولي)، ولكن تم ذكرها، لأن المؤتمر العام المعني بالأوزان والمقاييس (المؤتمر العام للأوزان والمقاييس) يقبل استخدامهم كمضاعفات أو مشتقات للوحدات الأساسية في النظام الدولي للوحدات.

## القائمة
| - وحدة كتل ذرية - وحدة فلكية - يوم - ديسيبل - درجة زاوية - إلكترون فولت - هكتار - ساعة | - لتر - دقيقة - دقيقة قوسية - نبير - ثانية قوسية - طن - وحدة ذرية - وحدة طبيعية |